# Alexandra Braun
Alexandra Braun  (Caracas, Venezuela, 1983. május 19. –) venezuelai modell, színésznő.

## Élete és pályafutása
Alexandra Braun 1983. május 19-én született Caracasban. 2005-ben megnyerte a Miss Earth szépségversenyt és ugyanebben az évben 2. helyezett lett a Miss Venezuela szépségversenyen.

## Szépségversenyek
| Év   | Cím                 | Helyezés          |
| ---- | ------------------- | ----------------- |
| 2005 | Miss Earth 2005     | Nyertes           |
| 2005 | Miss Venezuela 2005 | Második helyezett |
| 2005 | Sambil Model        | Nyertes           |

## Katalógusok
| Év                     | Cím         | Ország                  |
| ---------------------- | ----------- | ----------------------- |
| 2009-2011              | Miss Lulu   | Venezuela               |
| 2009-2010              | Avon Hogar  | Venezuela               |
| 2007 2008              | Vestimenta  | Venezuela               |
| 2008                   | Swim        | Catálogo Interno        |
| 2008                   | Canuan      | Catálogo Trajes de Baño |
| 2006, 2007             | Macla       | Venezuela               |
| 2006                   | Avon Beauty | Venezuela               |
| 2005, 2006, 2007, 2008 | Beco        | Venezuela               |
| 2004, 2005             | Jade        | Venezuela               |

## Filmográfia
| Év   | Cím                            | Szerep               | Ország             |
| ---- | ------------------------------ | -------------------- | ------------------ |
| 2007 | Puras joyitas                  | Miss Amazonas        | Venezuela          |
| 2008 | Comando X                      |                      | Venezuela          |
| 2009 | La pura mentira                |                      | Venezuela          |
| 2011 | Secretos de confesión          |                      | Venezuela          |
| 2011 | Ubicua                         | Margareth            | Venezuela          |
| 2012 | Obsesión                       | Annie                | Venezuela          |
| 2013 | Sueño de selva                 | Ulrike Koch          | Canaima, Venezuela |
| 2013 | Hasta que la muerte nos separe | Diana Montenegro     | Venezuela          |
| 2013 | Intercambio                    | Tatiana Konig        | Egyesült Államok   |
| 2014 | Amor secreto                   | Alejandra Altamirano | Venezuela          |